# Neun
Die Neun (9) ist die natürliche Zahl zwischen Acht und Zehn. Sie ist ungerade, eine Quadratzahl sowie die höchste einstellige Zahl im Dezimalsystem.

## Sprachliches
Das Zahlwort neun könnte vielleicht zu der indogermanischen Wurzel für neu gehören. Demnach hätte man mit je vier Fingern einer Hand gezählt und bei der Neun „neu“ zu zählen angefangen (vgl. hierzu Acht).
Das lateinische Wort für neun, novem mit der Ordnungszahl nonus (der neunte) fand Eingang in Fremdwörter wie None (Intervall), Nonett (Ensemble) und November (ursprünglich der neunte Monat). Die lateinischen Zahlwörter für 19, 29 bis 89 werden – wie bei octo (8) – nicht mit novem gebildet, sondern umschrieben, z. B. un-de-viginti für 19, wörtlich: 1 von 20 (abgezogen).
Das griechische Wort für neun, ἐννέα (ennea) findet sich auch in einigen Fremdwörtern, darunter das Enneagramm, ein esoterisches Symbol.

## Mathematik
Neun ist die kleinste ungerade zusammengesetzte Zahl und die kleinste ungerade zusammengesetzte Zahl, die keine fermatsche Pseudoprimzahl ist. Sie ist die kleinste natürliche Zahl n, für die sich jede nichtnegative ganze Zahl als Summe von höchstens n positiven Kubikzahlen darstellen lässt (siehe: Waringsches Problem), und die kleinste positive natürliche Zahl n, für die n Quadrate paarweise verschiedener positiver Kantenlänge existieren, die sich zu einem Rechteck zusammensetzen lassen.
Die Neun ist die Ziffer, welche (im dezimalen Zahlensystem) nach Multiplikation mit einer beliebigen ganzen Zahl (außer 0) als einstellige Quersumme grundsätzlich immer selbst auftritt, sowie die Zahl, welche zu jedweder anderen (außer 0 und -9) addiert, als einstellige Quersumme das gleiche Ergebnis liefert wie die Ausgangszahl selbst – sie verhält sich also quasi neutral. Dieses Verhalten hat sie nur mit der Null gemeinsam. Der Beweis für das Verhalten bei der Addition kann mit Hilfe der Beobachtung geführt werden, dass die Summe einer einstelligen Zahl (ungleich 0) und 9 immer eine Zahl ergibt, die aus den Ziffern 1 und der um 1 verminderten Ausgangszahl besteht (Beispiel: 6 + 9 = 15). Das Verhalten bei der Multiplikation mit 9 ergibt sich dann daraus, dass sich eine mit 9 multiplizierte Zahl immer als 9+9+9+…+9 darstellen lässt, da die Quersumme von Neun 9 ist, ist dann die Quersumme von 9+9 ebenso 9 und so weiter (Beweis mit vollständiger Induktion). Andere Zahlen verhalten sich allerdings ebenso in den entsprechenden Zahlensystemen, beispielsweise Acht in einem Neuner-Zahlensystem.
Die Neun ist außerdem eine Størmer-Zahl.

## Buchhaltung
In der Buchhaltung lässt die Tatsache, dass eine vorgefundene Differenz entweder neun oder ein Vielfaches davon beträgt (Quersumme = Neun), darauf schließen, dass es sich um einen Zahlendreher handeln könnte.
Die Neunerprobe ist ein Verfahren zum Nachweis einer fehlerhaften Addition, Subtraktion oder Multiplikation. Es gibt auch den Begriff Neunerrest für den Rest einer Zahl, den sie bei Division durch 9 lässt.
Ein Beispiel für die buchhalterische Prüfung ist im Folgenden dargestellt: 83 → 38, Differenz 45, Quersumme 4+5 = 9.

## Natur und Naturwissenschaft
Die fischähnlichen Neunaugen erhielten ihren historischen Namen, weil ihre sieben Kiemenöffnungen zusammen mit der Nasenöffnung und den eigentlichen Augen den Eindruck von neun Augen erwecken.
Der Vogel Neuntöter erhielt seinen deutschen Namen, weil er seine Beutetiere zum Vorrat auf Dornen oder Stacheln aufspießt, was zum Volksglauben führte, er töte neun Tiere, bevor er eines verzehrt.
Das Sonnensystem hatte von 1930 bis 2006 neun Planeten, mit jeweiliger mythologischer und astrologischer Bedeutung, wobei Uranus, Neptun, Pluto in der Antike unbekannt waren. Pluto wurde 2006 der Planetenstatus aberkannt.

## Mythologie und Religion

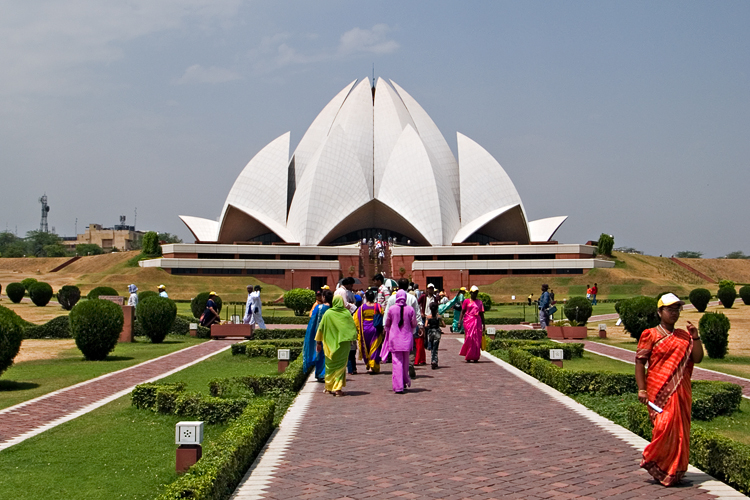
Das auf einem Neuneck beruhende Haus der Andacht der Bahai in Delhi

Die Neun gilt als Zahl der Vollkommenheit, da sie dreimal die in vielen Kulturen als »göttlich« angesehene Zahl Drei enthält. In der Zählung des Zehnersystems ist die 9 die höchste, also vollendete einstellige Zahl.
- In der ägyptischen Mythologie gibt es die Enneade von Heliopolis, die Neunheit der Schöpfergottheiten nach der Kosmogonie der Priester in der ägyptischen Stadt Heliopolis.
- Das Symbol der Bahai ist ein neunzackiger Stern und steht für die Einheit der Menschheit und die Einheit der Religionen. Die Architektur des Gotteshauses der Bahai, dem Haus der Andacht, ist ein neunseitiger Kuppelbau mit neun Eingängen. Die besondere Bedeutung der Zahl neun ist mit dem Abdschad (Zahlensystem)-Wert des arabischen Wortes Baha (deutsch: Herrlichkeit) zu erklären, der ebenfalls neun ist.
- Im Tengrismus, der alten Mythologie der Mongolen und Turkvölker, besteht die Welt aus Himmel, Erde und Unterwelt. Die Unterwelt und der Himmel werden üblicherweise in jeweils neun Stufen eingeteilt (der Himmel in bis zu 17 Stufen).[3]
- In der chinesischen Zahlensymbolik steht die Neun für den Drachen.
- In der griechischen Mythologie gibt es neun Musen und die neunköpfige Hydra.
- In der katholischen Kirche gibt es zu hohen Festen und weiteren wichtigen Anlässigen eine neuntägige Gebetsabfolge, die Novene, beispielsweise die „Trauernovene“ nach dem Ableben eines Papstes.
- Bei den Kelten steckte in der Neun das ganze Universum. Drei mal Drei (die göttliche Zahl) ergab für sie einen Absolutheitscharakter. Darin ist die Fünf enthalten, welche Zeit und Raum erfasste, sowie die Vier als Anzahl der Himmelsrichtungen.
- In der Nordischen Mythologie spielt die Zahl Neun ebenfalls eine wichtige Rolle. So dauerte Odins Selbstopfer neun Tage und neun Nächte; Heimdall wird von neun Müttern geboren.
- Einer ins Frühmittelalter zurückgehende Einteilung der himmlischen Wesen der christlichen Mythologie in neun Ordnungen gehen die Neun Chöre der Engel zurück.
- Auch im Satanismus taucht die Neun öfter auf, beispielsweise in der Namensgebung des Order of Nine Angles (engl. ‚Orden der neun Winkel‘) oder bei Anton Szandor LaVey, der die Neun in „The Satanic Rituals“ als Zahl Satans und des Egos bezeichnete. Er griff die Zahl für The Nine Satanic Statements[4], The Nine Satanic Sins[5] und das als Council of Nine bezeichnete Entscheidungsgremium der von ihm gegründeten Church of Satan auf. Der Temple of The Black Light beschreibt auf seiner Internetseite ein Ritual, in dem man neun Tropfen Blut aus dem linken Daumen opfert[6], und die Kontur der Form Liliths als Enneagramm[7].
- Im Johannes-Evangelium steht: „Ich bin das Alpha und das Omega.“ Dies entspricht in der griechischen Zahlenordnung der Zahl 108 mit der Quersumme 9 (1+0+8). Das griechische Wort für Taube (für die Geburt der Menschen-Gottheit Christus und für die christliche Gottheit Heiliger Geist) ist ‚peristera‘ steht für 801 als Umkehrung der Zahl 108, das Attribut der menschlichen Seele, die aus dem heidnischen „dreiteiligen Gott“ hervorgeht und sich diesem wieder integrieren muss.[2]
- Avicenna: „Wisse, daß jedwede Zahl nichts anderes ist als 9 oder ein Vielfaches davon, zuzüglich eines Darüberhinausgehenden. Wer das Darüberhinausgehende und den Multiplikator von Neun kennt, der kennt das Wesen und die Zahl in jeder Beziehung.“ Kabbalistisch ist die 9 die Verwirklichung jedes Gleichgewichts, die Vollkommenheit. Es ist das Zeichen jedes Umkreises (360 Grad, Quersumme = 9), es ist die Sphäre des Universums, des Makrokosmos.[2]

## Geschichte und Gesellschaft
- Im Brauchtum des Erzgebirges gibt es das Neunerlei, ein traditionelles Heilig-Abend-Essen.
- Das Neunerlei Gewürz ist eine traditionelle Gewürzmischung der Adventszeit.
- Ein Sudoku besteht normalerweise aus neun Mal neun Kästchen, in die neunmal die Zahlen 1 bis 9 eingetragen werden müssen.
- Von der Neunzahl der Kegel beim Kegeln stammt der Ausdruck Alle neune!
- Katzen werden im Volksmund neun Leben nachgesagt.
- Die Rückennummer „9“ gilt als Nummer des Mittelstürmers beim Fußball.
- Im Deutschen verwendet man den Ausruf „Ach, Du Grüne Neune“.
- Im Strafvollzugssystem von Texas beginnen die Nummern der Gefangenen im Todestrakt mit „999“.[8]

## Kultur, Literatur, Musik und Geistesleben
- Der Film #9 ist ein US-amerikanischer Animations-Film von Shane Acker.
- Plotins neunbändiges Werk heißt griechisch Enneaden.
- In dem Buch Der Herr der Ringe steht die Ringgemeinschaft mit neun Gefährten den ebenfalls neun Ringgeistern (Nazgûl) gegenüber.
- Morgane und ihre Acht Schwestern reichten aus um auf der Insel Avalon die gesamte Anderswelt zu repräsentieren.
- Der „Haselbusch der Weisheit“ trägt neun Haselnüsse.
- Im 14. Jahrhundert entstand der Topos der Neun Guten Helden, der je drei heidnisch-antike, alt- und neutestamentliche Helden zu einer Liste der idealen Ritter versammelte, die ikonografisch für die ideale Regierung standen und in vielen kommunalen Gebäuden dargestellt wurden. Analog dazu entwickelten sich die Neun Guten Heldinnen.
- Ludwig van Beethoven, Anton Bruckner, Antonín Dvořák, Gustav Mahler, Louis Spohr und Ralph Vaughan Williams vollendeten jeweils neun (gedruckte) Sinfonien. Einige Komponisten, besonders Gustav Mahler, entwickelten daraus eine abergläubische Furcht vor dem Fluch der neunten Sinfonie.
- In der Göttlichen Komödie von Dante Alighieri besteht die Hölle aus neun Kreisen.
- Für den Polarforscher Ernest Shackleton war die Zahl von besonderer Bedeutung, da sie wiederkehrend wichtige Etappen in seinem Leben markierte. Am 9. April 1904 heiratete er seine Frau Emily und am 9. Januar 1909 erreichte Shackleton mit 88°23'S seine höchste südliche Breite während der Nimrod-Expedition. Am 9. Juli 1913 war er Trauzeuge bei der Hochzeit seines Freundes Philip Brocklehurst. Eine silberne Ausführung der Zahl war an Shackletons Kabinentür auf dem Expeditionsschiff bei der Quest-Expedition angebracht. Der neunarmige Stern wurde zu seinem persönlichen Emblem, das auch auf seinem Grabstein verewigt ist. Schließlich starb Emily Shackleton nach mehrmonatiger schwerer Krankheit am 9. Juni 1936.